# Rayman Junior
Rayman Junior é um jogo eletrônico de plataforma desenvolvido pela Ubisoft para PC e Playstation em 2000 com foco em alunos do nível primário.